# Wahl zur Nationalversammlung in der Türkei 1969
- TİP: 2
- BP: 8
- CHP: 143
- Unabh.: 13
- GP: 15
- YTP: 6
- AP: 256
- MP: 6
- MHP: 1

Die Wahl zur Nationalversammlung in der Türkei 1969 fand am 12. Oktober 1969 statt.
Das Ergebnis war ein Sieg für die Gerechtigkeitspartei, welche 251 der 450 Sitzen bekam. Die Wahlbeteiligung lag bei 61 %.

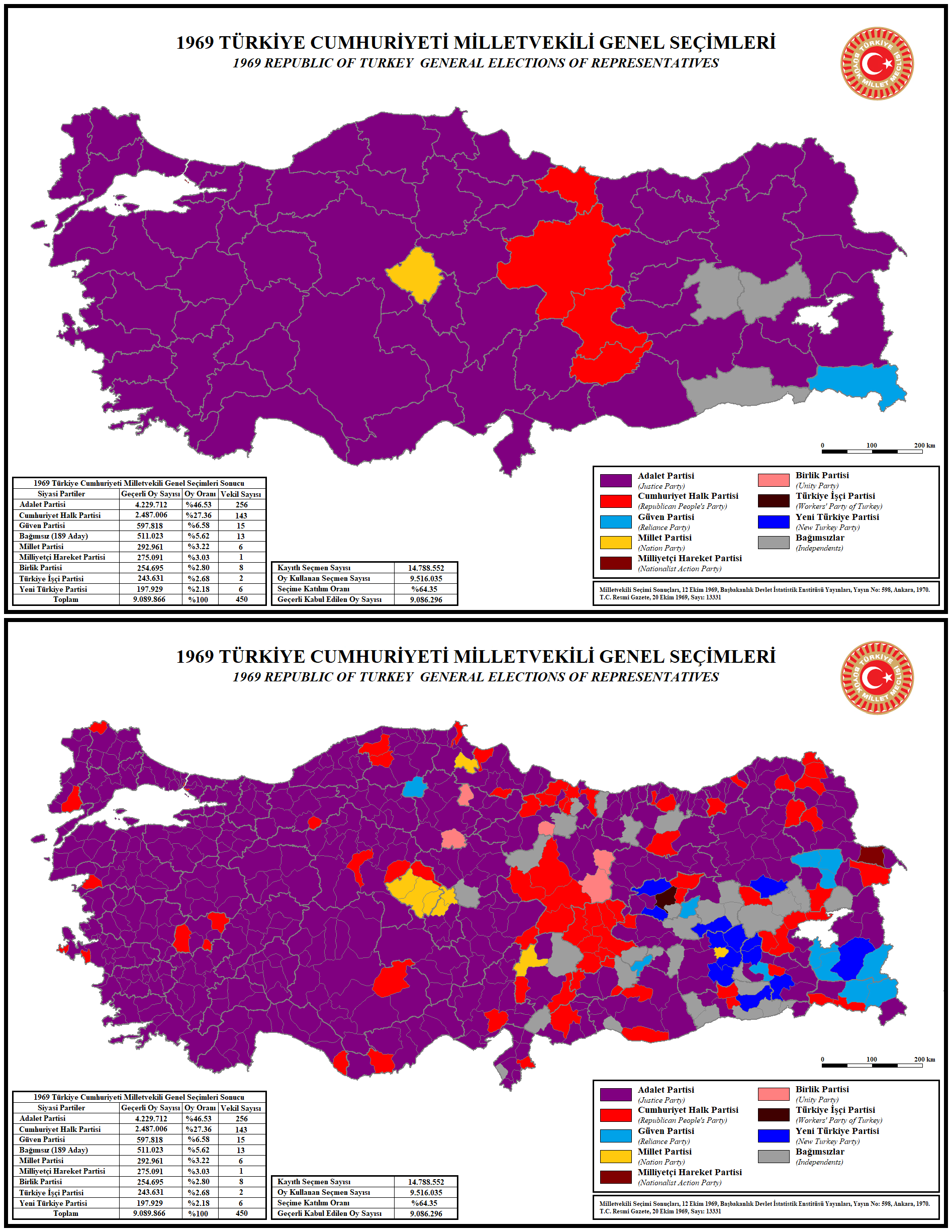

| Partei                                           | Partei                                      | Stimmen    | Stimmen | Stimmen | Sitze  | Sitze |
| Partei                                           | Partei                                      | Anzahl     | %       | +/−     | Anzahl | +/−   |
| ------------------------------------------------ | ------------------------------------------- | ---------- | ------- | ------- | ------ | ----- |
|                                                  | Gerechtigkeitspartei (AP)                   | 4.229.712  | 46,55   | −6,32   | 256    | +16   |
|                                                  | Republikanische Volkspartei (CHP)           | 2.487.006  | 27,37   | −1,38   | 143    | +9    |
|                                                  | Vertrauenspartei (GP)                       | 597.818    | 6,58    | Neu     | 15     | Neu   |
|                                                  | Unabhängige                                 | 511.023    | 5,62    | +2,43   | 13     | +12   |
|                                                  | Volkspartei (MP)                            | 292.961    | 3,23    | −3,03   | 6      | −25   |
|                                                  | Partei der Nationalistischen Bewegung (MHP) | 275.091    | 3,02    | +0,78   | 1      | −10   |
|                                                  | Einheitspartei (BP)                         | 254.695    | 2,80    | Neu     | 8      | Neu   |
|                                                  | Arbeiterpartei der Türkei (TİP)             | 243.631    | 2,68    | −0,29   | 2      | −12   |
|                                                  | Partei der Neuen Türkei (YTP)               | 197.929    | 2,18    | −1,54   | 6      | −13   |
| Gesamt                                           | Gesamt                                      | 9.086.296  | 100,00  |         | 450    |       |
| Gültige Stimmen                                  | Gültige Stimmen                             | 9.086.296  | 95,48   | ±0,00   |        |       |
| Ungültige Stimmen                                | Ungültige Stimmen                           | 429.739    | 4,52    | ±0,00   |        |       |
| Wahlbeteiligung                                  | Wahlbeteiligung                             | 9.516.035  | 64,35   | −6,91   |        |       |
| Nichtwähler                                      | Nichtwähler                                 | 5.272.517  | 35,65   | +6,91   |        |       |
| Registrierte Wähler                              | Registrierte Wähler                         | 14.788.552 |         |         |        |       |
| Quelle: Türkisches Statistisches Institut (TÜİK) |                                             |            |         |         |        |       |